# Esperanza II

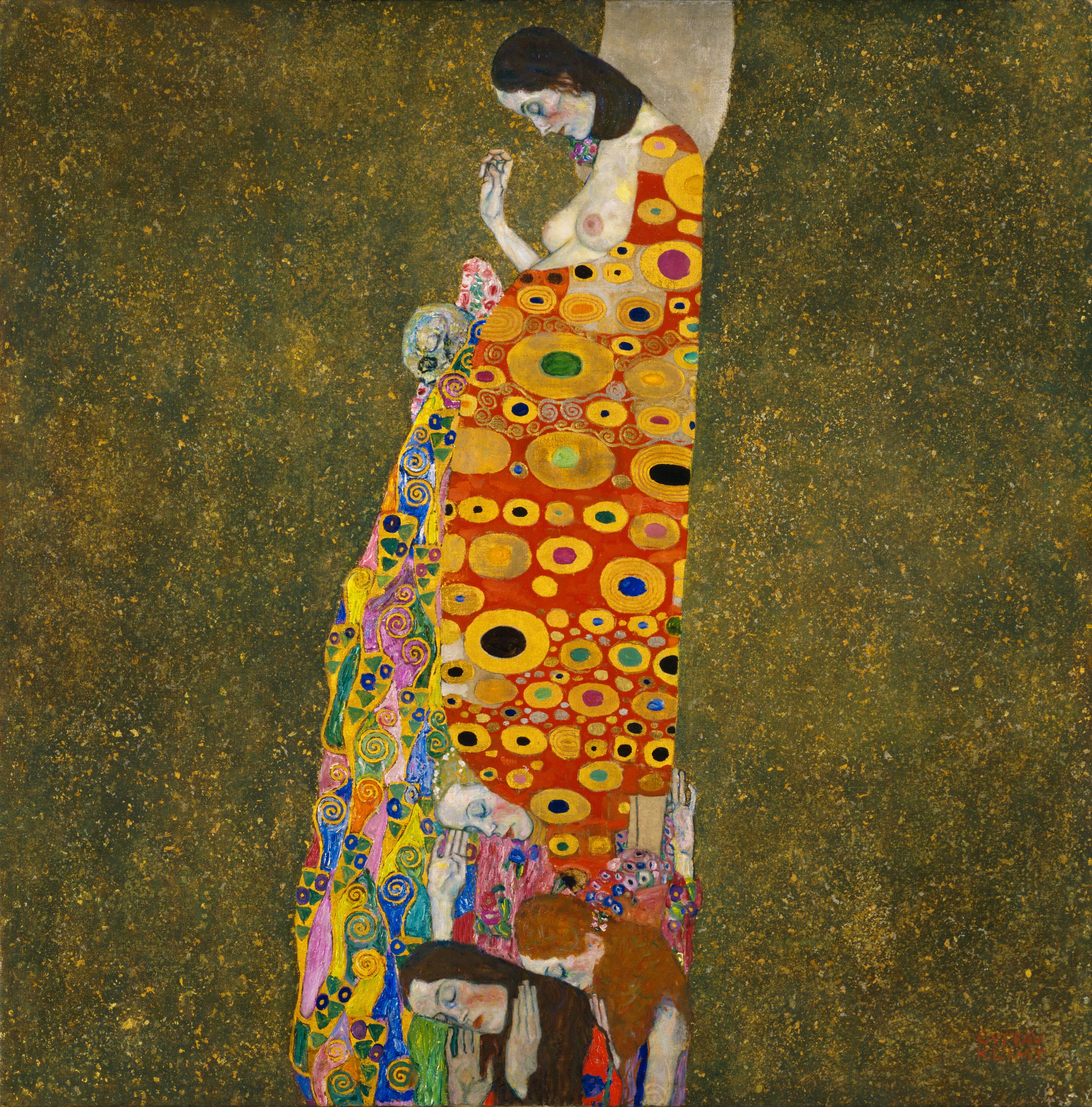
Die Hoffnung II (Esperanza II), pintura de Gustav Klimt.

Esperanza II (en alemán, Die Hoffnung II) es una pintura de Gustav Klimt, realizada en 1907–08. Fue el segundo trabajo de Klimt centrado en una mujer embarazada, ambos describiendo a Herma, una de sus modelos favoritas. Fue titulado Visión por Klimt, pero es más conocido como Esperanza II después del trabajo anterior Esperanza, que se denomina Esperanza I. Esperanza II fue adquirido por el Museo de Arte Moderno de Nueva York en 1978.
Klimt muestra a Herma en Esperanza I de 1903, desnuda en avanzado estado de gestación. En Esperanza II, lleva un vestido largo o manto decorado con formas geométricas. Tiene el cabello castaño, liso y arrollado al cuello y los ojos cerrados, inclinando la cabeza con gesto resignado hacia sus pechos desnudos y vientre prominente. Un cráneo humano incongruente aparece sobre él – quizás una señal de los peligros del embarazo y parto, o más probablemente un memento mori (en Esperanza I, es también acompañada por un esqueleto y varias figuras tétricas). A sus pies, tres mujeres se perciben sobre la tela también inclinando sus cabezas y las manos alzadas, como rogando o meditando.  
La pintura cuadrada mide 110,5 por 110,5 centímetros. Las mujeres ocupan el tercio central de la pintura, con un fondo de oro oscuro moteado a cada lado.  La ropa de la mujer, decorada con pan de oro como una obra de arte bizantina y ricamente pintada y estampada, pero plana como un icono ortodoxo, contrasta con el naturalismo de los rostros humanos y la pálida carne delicadamente pintados, y también con el tono más oscuro del fondo. Un contraste típico en sus obras de la etapa "dorada".
Esperanza II fue exhibido en la primera Viena Kunstschau en 1908. Debido al crudamente escandaloso desnudo de su figura central, Esperanza I no fue exhibido hasta la segunda Viena Kunstschau el año siguiente.
La pintura fue comprada por Eugenie Primavesi antes de diciembre de 1914, y fue vendido a finales de los años 1930 a la Neue Galerie de Otto Kallir o a su sucesora Vita Künstler. Permaneció en colecciones privadas hasta 1978, cuando fue vendido por Hans Barnas al Museo de Arte Moderno (MOMA) de Nueva York. 